# 청송초등학교 (전남)
청송초등학교는 대한민국 전라남도 고흥군에 있었던 공립 초등학교이다.

## 연혁
- 1938년 6월 23일 동강공립심상소학교 청송간이학교 인가
- 1944년 4월 1일 청송국민학교 개교
- 1996년 3월 1일 청송초등학교 개칭
- 1997년 3월 1일 폐교